# 鴨志田一
鴨志田 一（かもしだ はじめ、1978年4月11日 -）は、日本の小説家、脚本家。神奈川県出身。

## 人物
自著のTVアニメ化作品『さくら荘のペットな彼女』（シリーズ構成：岡田麿里）において脚本として参加し、以後岡田がシリーズ構成を担当する作品に参加している。座右の銘は「なぜベストを尽くさないのか」。

## 書籍リスト

### 小説
- 神無き世界の英雄伝（2007年7月 - 12月 電撃文庫 全3巻）
- Kaguya 〜月のウサギの銀の箱舟〜（2008年4月 - 2009年9月 電撃文庫 全5巻）
- さくら荘のペットな彼女[1]（2010年1月 - 2014年3月 電撃文庫 全10巻＋短編集3巻）
- 放課後あいどる 僕と生徒会長の××（2011年6月 ガガガ文庫）
- 青春ブタ野郎シリーズ（2014年4月 - 2025年7月 電撃文庫 全16巻）
- 機動戦士ガンダム 鉄血のオルフェンズ 月鋼（「月刊ホビージャパン」2016年6月号 - 2017年12月号、ムック本全2巻）
- Just Because!（2017年11月 メディアワークス文庫）

### 漫画原作
- さくら荘のペットな彼女（『電撃G's magazine』2011年4月号 - 『電撃G'sコミック』Vol.14 全8巻）- 作画：草野ほうき
- トラキス A School Odyssey（『月刊コミック電撃大王』2012年6月号 - 2014年8月号 全4巻）- 作画：トマトマト
- さくら荘のペットな彼女 4コマ公式アンソロジー（2013年2月 電撃コミックス）
- 青春ブタ野郎はバニーガール先輩の夢を見ない（『電撃G'sコミック』2016年1月号 - 2018年10月号 全2巻）- 作画：七宮つぐ実
- 機動戦士ガンダム 鉄血のオルフェンズ 月鋼（『ガンダムエース』2016年6月号 - 2018年5月号 全4巻）- 原作：矢立肇、富野由悠季／作画：寺馬ヒロスケ、団伍
- 青春ブタ野郎はプチデビル後輩の夢を見ない（『電撃G'sコミック』2018年5月号 - 2019年2月号 全2巻）- 作画：浅草九十九
- 青春ブタ野郎はロジカルウィッチの夢を見ない （『Comic Walker』2020年8月号 - 連載中) - 作画：秋奈つかこ
- 機動戦士ガンダムエイト（『ガンダムエース』2025年8月号 - ）- 漫画：高木秀栄[2]

## 映像作品

### テレビアニメ
- さくら荘のペットな彼女（2012年 - 2013年）原作・脚本
- M3〜ソノ黒キ鋼〜（2014年）脚本
- selector spread WIXOSS（2014年）脚本
- 機動戦士ガンダム 鉄血のオルフェンズ（2015年 - 2017年）設定考証・脚本
- Just Because!（2017年）シリーズ構成・全話脚本
- 青春ブタ野郎はバニーガール先輩の夢を見ない（2018年）原作
- SYNDUALITY Noir（2023年）ストーリー原案[3]・脚本
- 青春ブタ野郎はサンタクロースの夢を見ない（2025年）原作[4]

### Webアニメ
- 月曜日のたわわ2（2021年）シリーズ構成[5]
- 機動戦士ガンダム 鉄血のオルフェンズ ウルズハント（2022年）シリーズ構成[6]

### 劇場アニメ
- 青春ブタ野郎はゆめみる少女の夢を見ない（2019年）原作
- 青春ブタ野郎はおでかけシスターの夢を見ない（2023年）原作
- 青春ブタ野郎はランドセルガールの夢を見ない（2023年）原作